# Rio Pinheiro Seco
O rio Pinheiro Seco é um curso de água que banha o estado do Paraná, no município de Tibagi.